# Võ Mạnh Sơn
Võ Mạnh Sơn (sinh ngày 13 tháng 7 năm 1971) là Đại biểu Quốc hội nước Cộng hòa xã hội chủ nghĩa Việt Nam. Ông hiện là Tỉnh ủy viên, Ủy viên Ban Chấp hành Tổng Liên đoàn Lao động Việt Nam, Chủ tịch Liên đoàn Lao động tỉnh Thanh Hóa, Ủy viên Ủy ban Xã hội của Quốc hội, Đại biểu Quốc hội khóa XV từ Thanh Hóa. Ông từng là Phó Bí thư thường trực Thành ủy, Chủ tịch Hội đồng nhân dân thành phố Sầm Sơn, Thanh Hóa.
Võ Mạnh Sơn là đảng viên Đảng Cộng sản Việt Nam, học vị Cử nhân Sư phạm Văn, Tiến sĩ Khoa học chính trị, Cao cấp lý luận chính trị. Ông có sự nghiệp đều công tác ở quê nhà Thanh Hóa.

## Xuất thân và giáo dục
Võ Mạnh Sơn sinh ngày 13 tháng 7 năm 1971, quê quán tại phường Đông Vệ, thành phố Thanh Hóa, tỉnh Thanh Hóa. Ông lớn lên và tốt nghiệp phổ thông 12/12, theo học đại học ở Hà Nội và tốt nghiệp Cử nhân Sư phạm Ngữ văn, sau đó tiếp tục học cao học, là nghiên cứu sinh ở Học viện Chính trị Quốc gia Hồ Chí Minh, bảo vệ thành công luận án tiến sĩ đề tài "Phương thức lãnh đạo công tác cán bộ của các tỉnh uỷ ở Bắc Trung Bộ giai đoạn hiện nay", và trở thành Tiến sĩ Xây dựng Đảng và chính quyền nhà nước vào năm 2015. Ông được kết nạp Đảng Cộng sản Việt Nam vào ngày 1 tháng 2 năm 1997, trở thành đảng viên chính thức sau đó 1 năm, từng theo học các khóa chính trị cũng ở Học viện Chính trị Quốc gia Hồ Chí Minh và tốt nghiệp Cao cấp lý luận chính trị.

## Sự nghiệp
Tháng 6 năm 1995, sau khi tốt nghiệp đại học, Võ Mạnh Sơn trở về Thanh Hóa, bắt đầu công tác Đoàn Thanh niên Cộng sản Hồ Chí Minh, là cán bộ Ban Tuyên huấn của Tỉnh đoàn Thanh Hóa. Vào tháng 5 năm 1997, ông được bầu làm Ủy viên Ban Chấp hành Tỉnh đoàn, giữ chức Phó Trưởng ban rồi Trưởng ban Tuyên huấn Tỉnh đoàn. Vào tháng 8 năm này, ông được bầu vào Ban Thường vụ Tỉnh đoàn, nhậm chức Trưởng ban Mặt trận thanh niên, kiêm Phó Chủ tịch Hội Liên hiệp Thanh niên tỉnh Thanh Hóa. Tháng 5 năm 2002, ông được bầu làm Phó Bí thư thường trực Tỉnh đoàn, Chủ tịch Hội Liên hiệp Thanh niên tỉnh Thanh Hóa. Sang tháng 10 năm 2007, sau hơn 10 năm công tác thanh niên, ông được điều đến Trường Chính trị tỉnh Thanh Hóa làm Phó Hiệu trưởng, công tác liên tục cho đến tháng 4 năm 2013 thì được điều về thị xã Sầm Sơn, nhậm chức Phó Bí thư thường trực Thị ủy Sầm Sơn, rồi được bầu làm Chủ tịch Hội đồng nhân dân thị xã Sầm Sơn từ tháng 5 năm 2016. Năm 2017, thị xã được nâng cấp lên thành phố, ông tiếp tục là Phó Bí thư thường trực Thành ủy, Chủ tịch Hội đồng nhân dân thành phố.
Tháng 8 năm 2020, Võ Mạnh Sơn được bổ nhiệm làm Phó Chủ tịch Liên đoàn Lao động tỉnh Thanh Hóa, được bầu vào Ban Chấp hành Đảng bộ tỉnh tại Đại hội Đảng bộ tỉnh Thanh Hóa lần thứ XIX, nhiệm kỳ 2020–2025. Sang tháng 12 cùng năm, ông nhậm chức Ủy viên Ban Chấp hành Tổng Liên đoàn Lao động Việt Nam, Chủ tịch Liên đoàn Lao động tỉnh Thanh Hóa. Năm 2021, ông được Ủy ban Trung ương Mặt trận Tổ quốc Việt Nam tỉnh giới thiệu tham gia ứng cử đại biểu quốc hội từ Thanh Hóa, bầu cử ở đơn vị bầu cử số 1 gồm các thành phố Thanh Hóa, Sầm Sơn, các huyện Hoằng Hóa, Đông Sơn, rồi trúng cử Đại biểu Quốc hội khóa XV, đồng thời là Ủy viên Ủy ban Xã hội của Quốc hội với tỷ lệ 90,60%.